# Northern Service Flight Company
Northern Service Flight Company — чартерна авіакомпанія, що належить В'єтнамській народній армії.
Один з двох авіаперевізників країни, що працюють за комерційним контрактом з компанією Vietnam Air Service Company, в рамках якого здійснює пасажирські перевезення на вертольотах туристичних груп, співробітників нафто - і газодобувних підприємств, а також надає транспортні послуги для VIP-персон.
Штаб-квартира авіакомпанії та її порт приписки знаходиться в ханойському аеропорту Зялам.

## Флот
- Мі-8
- Мі-17
- Мі-172
- Eurocopter EC155